# Dobšice nad Cidlinou
Dobšice nad Cidlinou – stacja kolejowa w miejscowości Dobšice, w kraju środkowoczeskim, w Czechach. Znajduje się na wysokości 200 m n.p.m.
Jest zarządzana przez Správę železnic. Na stacji nie ma możliwości zakupu biletów, a obsługa podróżnych odbywa się w pociągu.

## Linie kolejowe
- 020 Velký Osek - Hradec Králové - Choceň